# Valerianella discoidea
Valérianelle discoïde, Mâche discoïde, Doucette discoïde
Espèce
La Valérianelle discoïde, Mâche discoïde ou Doucette discoïde (Valerianella discoidea) est une espèce de plantes annuelles de la famille des Caprifoliacées.